# 脱獄 (アルバム)
『脱獄』（原題：Jailbreak）は、アイルランド出身のハードロック・バンド、シン・リジィが1976年に発表した6作目のアルバム。

## 解説
バンドの名を世界的に広めたアルバムで、イギリスではバンドにとって初の全英アルバムチャートにおけるトップ10入りを果たし、アメリカでも、シン・リジィのアルバムとしては唯一、Billboard 200でトップ20入りしている。
本作からの第1弾シングル「ヤツらは町へ」（全英8位・全米12位）は、『Q』誌による2005年の企画「100 Greatest Guitar Tracks Ever!」で38位に達した。本作からは更に、「脱獄」（全英31位）、「カウボーイ・ソング」（全米77位）もシングル・ヒットした。

## 収録曲
特記なき楽曲はフィル・ライノット作。
Side 1
1. 脱獄 - "Jailbreak" - 4:01
2. エンジェル・フロム・ザ・コースト - "Angel from the Coast" (Phil Lynott, Brian Robertson) - 3:03
3. ランニング・バック - "Running Back" - 3:13
4. ロメオとロンリー・ガール - "Romeo and the Lonely Girl" - 3:55
5. 勇士 - "Warriors" (P. Lynott, Scott Gorham) - 4:09

Side 2
1. ヤツらは町へ - "The Boys Are Back in Town" - 4:27
2. ファイト・オア・フォール - "Fight or Fall" - 3:45
3. カウボーイ・ソング - "Cowboy Song" (P. Lynott, Brian Downey) - 5:16
4. エメラルド - "Emerald" (S. Gorham, B. Downey, B. Robertson, P. Lynott) - 4:03

2011年 デラックス・エディション ボーナスディスク（CD2）
1. ヤツらは町へ（リミックス）- "The Boys Are Back in Town" (remixed version) - 4:34
2. 脱獄（リミックス）- "Jailbreak" (remixed version) - 4:13
3. ヤツらは町へ（オルタナティヴ・ヴォーカル・リミックス）- "The Boys Are Back in Town" (alternate vocal - remixed version) - 4:32
4. エメラルド（リミックス）- "Emerald" (remixed version) - 4:08
5. 脱獄（BBCセッション '76年2月12日）- "Jailbreak" (BBC Session, 12 February 1976) - 4:04
6. エメラルド（BBCセッション '76年2月12日）- "Emerald" (BBC Session, 12 February 1976) - 3:57
7. カウボーイ・ソング（BBCセッション '76年2月12日）- "Cowboy Song" (BBC Session, 12 February 1976) - 5:13
8. 勇士（BBCセッション '76年2月12日）- "Warriors" (BBC Session, 12 February 1976) - 3:56
9. ファイト・オア・フォール（エクステンデッド・ヴァージョン～ラフ・ミックス）- "Fight or Fall" (extended version – rough mix) - 5:21
10. ブルース・ボーイ（未発表曲）- "Blues Boy" (previously unreleased studio track) - 4:38
11. ダービー・ブルース（アーリー・ライヴ・ヴァージョン・オブ・カウボーイ・ソング）- "Derby Blues" (early live version of "Cowboy Song" recorded 11 February 1975) - 6:51

## カヴァー
- 脱獄
  - ドロップキック・マーフィーズ - 『The Meanest of Times』（2007年）のヨーロッパ盤に収録[6]。
- ヤツらは町へ
  - ボン・ジョヴィ - オムニバス・アルバム『Stairway to Heaven / Highway to Hell』（1989年）
  - カーディガンズ - シングル「Hey! Get out of My Way」（1995年）のカップリング曲として発表[7]。
- カウボーイ・ソング
  - アンスラックス - 『Sound of White Noise』（1993年）の日本初回限定盤で発表。
- エメラルド
  - スカイクラッド - EP「Tracks from the Wilderness」（1992年）[8]

## 参加ミュージシャン
- フィル・ライノット - ボーカル、ベース、アコースティック・ギター
- スコット・ゴーハム - ギター
- ブライアン・ロバートソン - ギター
- ブライアン・ダウニー - ドラムス、パーカッション